# 死霊波
『死霊波』（しりょうは）は、日本の映画作品。2005年2月5日に劇場公開された。

## キャスト
- 臼井浩史：和田聡宏
- 長尾瑠奈：貫地谷しほり
- 長尾毅：三浦誠己
- 谷口直人：山崎樹範
- 浅野千春：江咲亜希子
- 下村笙子：田中有紀美
- 河村明弘：山田明郷
- 速水昭典：中谷彰宏
- 堂間章絵：黒沢あすか
- 大竹佑季、古舘寛治、酒井麻吏、平田洸帆、長谷真理香 ほか

## 主題歌
- ジュリアン・マック「The Evil of Weed」

## スタッフ
- 監督：葉山陽一郎
- 脚本：加納佳代／葉山陽一郎
- 音楽：山根一
- サウンドデザイン：志田博英
- 音楽プロデューサー：森谷祐二
- 撮影：中尾正人
- 照明：田宮健彦
- 美術：佐藤希
- 録音：池田知久
- スタイリスト：小野今朝義
- メイク：金森恵
- VFX：岡野正広
- 特殊メイク：梅沢壮一
- 助監督：大草郁夫
- 制作担当：石田友寛
- タイトルバック：アットムービー・ジャパン
- プロデューサー：森谷雄／西前俊典
- 制作プロデューサー：渡辺和彦
- ラインプロデューサー：雑賀俊郎／旭正嗣
- 企画プロデュース：小林智浩
- 制作プロダクション：アットムービー・ジャパン
- 制作協力：デジタル・フロンティア
- 製作：日本出版販売／ポニーキャニオン
- 配給：日本出版販売／バイオタイド